# Еркенберт фон Дона
Еркенберт фон Дона (на немски: Burggraf Erkenbert von Dohna; на латински: Erkembertus prefectus de castro Donin; † 1126) е бургграф/префект на Дона от Ротау (Трахенау), Тюрингия, доказан в документи през 1113 г. През 1125 г. той е издигнат на нобилис.
Потомък е на Донин († сл. 1040). Към средата на 12 век, през 1143 или 1144 г., син му Хайнрикус де Родева, по времето на крал Конрад III, получава бургграфството Дона като имперско дарение, заедно със замък Дона (югоизточно от Дрезден при Пирна).

## Деца
Еркенберт фон Дона има вероятно три сина:
- Хайнрих I фон Дона (* пр. 1143; † 1169 – 1180 или сл. 6 май 1171/пр. 28 юли 1181), бургграф; има два сина
- Ото фон Ротау (Трахенау)
- ? Ламберт фон Залхайм